# Sidney Desvigne
Sidney Desvigne (* 11. September 1895 in New Orleans, Louisiana; † 2. Dezember 1959 in Kalifornien) war ein US-amerikanischer Jazz-Trompeter des New Orleans Jazz.
Sidney Desvigne spielte ab 1917 in Storyville, New Orleans in einer Reihe von New-Orleans-Jazz-Bands wie der Excelsior Brass Band, Leonard Bechets Silver Bell Band, dem Maple Leaf Orchestra und Ed Allens Whispering Gold Band. Später spielte Desvigne zusammen mit Fate Marable auf Mississippi-Flussdampfern. 1926 gründete er sein eigenes Orchester, das im St. Bernard’s Country Club und auf der S.S. Island Queen spielte. In dieser Formation spielten u. a. Red Allen, Pops Foster und Al Morgan. In den frühen 1930er Jahren versuchte er mit wenig Erfolg eine Swing-Big Band in New Orleans aufzubauen. In den 1950er Jahren verließ er New Orleans und eröffnete ein Clubrestaurant in Los Angeles.

## Lexikalische Einträge
- Leonard Feather, Ira Gitler: The Biographical Encyclopedia of Jazz. Oxford University Press, New York 1999, ISBN 0-19-532000-X.
- John Jörgensen, Erik Wiedemann: Jazzlexikon. München, Mosaik, 1967